# The Hitch-Hiker
The Hitch-Hiker (1953) este un film noir regizat de Ida Lupino despre doi pescari prieteni care i-au în mașină un misterios autostopist în timpul unei călătorii spre Mexic.

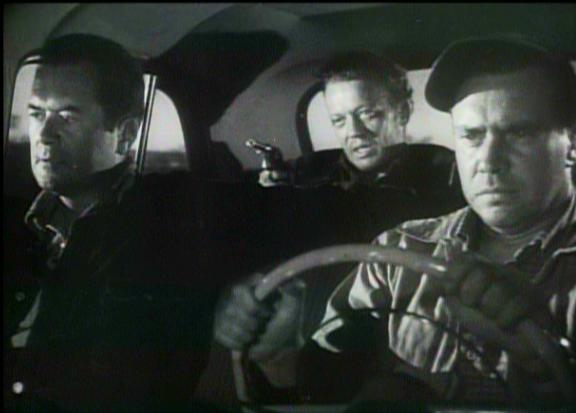
Frank Lovejoy, William Talman și Edmond O'Brien.

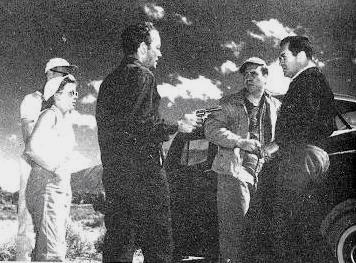
Ida Lupino (stânga) regizând The Hitch-Hiker

## Distribuție
- Edmond O'Brien ca Roy Collins
- Frank Lovejoy ca Gilbert Bowen
- William Talman ca Emmett Myers
- José Torvay ca Cpt. Alvarado
- Wendell Niles în rolul său
- Jean Del Val ca  Inspector General
- Clark Howat ca Agent guvernamental
- Natividad Vacío ca Jose
- Rodney Bell ca William Johnson
- Nacho Galindo ca Proprietar

Notă:
- Collier Young, soțul regizoarei Ida Lupino și co-scenarist al filmului, apare în film în rolul unui țăran mexican (nemenționat).